# Eanfrith di Bernicia
Eanfrith ("EanfriIÞ ÆÞelfriIÞing Bernicia Cyning"; 590 circa – 634) è stato re di Bernicia (Inghilterra settentrionale) dal 633 al 634.
Era figlio del re Aethelfrith, re di Bernicia e di Deira. Il padre nel 616 venne sconfitto e ucciso dal re dell'Anglia orientale, Raedwald, che aveva posto sul trono dei due regni Edwin
Eanfrith, che stando all'Historia ecclesiastica gentis Anglorum del Venerabile Beda era il primogenito di Aethelfrith e l'erede al trono, andò in esilio nel nord dell'Inghilterra, tra i Pitti, dove fu battezzato. Sposò una principessa locale, da cui ebbe un figlio, Talorgan I dei Pitti, che fu più tardi re del suo popolo (653–657).
Nel 633 Edwin fu sconfitto e ucciso dagli eserciti di Cadwallon ap Cadfan di Gwynedd e Penda di Mercia nella battaglia di Hatfield Chase ed Eanfrith colse l'opportunità per rientrare in patria, riuscendo a riprendere il trono di Bernicia, mentre il regno di Deira, che il padre aveva in passato conquistato, fu occupato da un parente di Edwin, Osric. Secondo il Venerabile Beda, al suo ritorno in patria Eanfrith ritornò al paganesimo.
È possibile che Eanfrith fosse stato coinvolto in qualche modo negli eventi che portarono alla caduta di Edwin, e comunque, almeno inizialmente, sembra avesse buoni rapporti con il re Cadwallon. Secondo il racconto di Beda, tuttavia, già nel 634 Eanfrith venne ucciso a tradimento proprio dal re di Gwynnedd, nel corso di un incontro per negoziare la pace a cui era andato con una scorta limitata a soli dodici uomini.
Alla sua morte gli successe il fratello Oswald.